# Vergnügte Ruh, beliebte Seelenlust
Vergnügte Ruh, beliebte Seelenlust (BWV 170) ist eine Kirchenkantate von Johann Sebastian Bach – eine Solokantate für Alt.

## Anlass und Inhalt
Bach komponierte die Kantate für den 6. Sonntag nach Trinitatis in Leipzig. Sie wurde am 28. Juli 1726 zusammen mit der Kantate Ich will meinen Geist in euch geben von Johann Sebastian Bachs Vetter Johann Ludwig Bach im Hauptgottesdienst uraufgeführt, so dass eine Kantate vor und eine nach der Predigt erklang. Welche Kantate die Stelle vor der Predigt erhielt, ist nicht überliefert – vermutlich das Werk Johann Ludwig Bachs, da nur dessen Text sich deutlich auf das Sonntagsevangelium bezieht.
Mit „Vergnügte Ruh, beliebte Seelenlust“ beginnt der Textdichter Lehms ein Loblied auf den „wahren Seelenfrieden“ und auf die „Stille und Ruhe des Herzens“. Doch der erste Satz ist nur ein sanftes Vorspiel. Im folgenden Rezitativ, das einen Bezug zum Sonntagsevangelium herstellt (Mt 5,20–22 ), wettert der Autor dann über die Schar der Sünder. Im Text der zweiten Arie beklagt er den Irrweg des menschlichen Herzens. In der letzten Zeile dieser Arie heißt es wie schon zu Beginn: „Wie jammern mich doch die verkehrten Herzen“. Damit kehrt Lehms wieder zum Anfang zurück. Das nächste Rezitativ setzt das Klagen fort, bis es sich schließlich auf Gottes Vorschrift besinnt, auch den Feind wie einen Freund zu lieben. Die abschließende Arie vollendet den Gedanken und kehrt zu der „vergnügten Ruh“ des Beginns zurück.

## Aufbau
Die Kantate gliedert sich in fünf Sätze:
- Arie: Vergnügte Ruh, beliebte Seelenlust
- Recitativo: Die Welt, das Sündenhaus
- Arie: Wie jammern mich doch die verkehrten Herzen
- Recitativo: Wer sollte sich demnach wohl hier zu leben wünschen
- Arie: Mir ekelt mehr zu leben

Für die erste Arie verwendet Bach, passend zum Text, den in sich ruhenden 12/8-Takt und die Tonart D-Dur, die Oboe d’amore und den Streichinstrumenten sehr entgegenkommt und so der Altstimme eine klangvolle Basis bietet. Mit dem ersten Rezitativ wird diese Welt für den Rest der Kantate verlassen. Das Weltbild wird sogar selbst in Frage gestellt. Dies signalisiert Bach dadurch, dass er das sonst verbindliche Bass-Fundament weglässt, Violine und Viola formen in hohen Tonlagen die Grundstimme und die obligate Orgel, und die Singstimme begeben sich in ein harmonisches und melodisches Abenteuer. Die abschließende, dritte Arie beginnt mit dem Intervall des Tritonus, dem „Diabolus in musica“, der den „Lebensekel“ zum Ausdruck bringt; das Stück selbst erweist sich als Loblied auf die Freuden des zu erwartenden Jenseits.

## Einspielungen (Auswahl)
DVD
- Vergnügte Ruh, beliebte Seelenlust. Kantate BWV 170. Rudolf Lutz, Chor und Orchester der J. S. Bach-Stiftung, Andreas Scholl (Altus). Samt Einführungsworkshop sowie Reflexion von Jürg Kesselring. Gallus Media, 2014.